# Дзиндра Степан Васильович
Степан Васильович Дзиндра (6 січня 1929, Демня (Миколаївський район), Львівська область — 18 листопада 1999) — український скульптор. Брат Євгена і Михайла Дзиндрів.

## Життєпис
Після закінчення сільської школи, брат Євген забрав його до Львова і 1949 року допоміг йому вступити у Львівський державний інститут прикладного та декоративного мистецтва. В 1956 році закінчив навчання на факультеті монументальної скульптури у видатного скульптора, професора Івана Севери.
Після закінчення інституту працював на Львівській експериментальній кераміко-скульптурній фабриці.
Помер 18 листопада 1999 року. Похований у селі Рясне-Руське біля Львова.

## Творчість
З 1960 року постійно брав активну участь в обласних та республіканських виставках.
В 1990 році Степан Дзиндра у співавторстві із скульпторами Ярославом Троцьком, Петром Дзиндрою та архітектором Олесем Яремою створює величавий пам'ятник Тарасові Шевченку в камені для свого рідного села Демні.
В цьому ж році Степан Дзиндра гостював у свого брата Михайла Дзиндри в Америці, де виконав ряд робіт модерного спрямування (на превеликий жаль, ці роботи там і залишились).

### Роботи Степана Дзиндри
- Погруддя Юрія Великановича.
- рельєф «Катерина».
- Станкова скульптура «Бандурист» (1963, гіпс, 72×64×41).[1]
- Пам'ятник на могилі Корнила Устияновича в селі Довге Дрогобицького району (1970, архітектор Андрій Шуляр).[2]
- Письменник А. Головко (1973, бетон, 76×74).[3]
- Пам'ятник на місці бою німецьких і радянських військ 1941 року в смт Великий Любінь Львівської області. Споруджений 1973 року, співавтор Євген Дзиндра, архітектор Андрій Шуляр.[4]
- Максим Горький (1975, бронза, 24×16).[3]
- Ф. Е. Дзержинський (1976, бетон, 57×78).[3]
- Барельєф «На варті революції» (1977, бетон, 58×80).[5]
- Погруддя Леся Мартовича.